# Actium
Actium (azi Punta), numele antic al unui promontoriu în nordul Acarniei (Grecia) la gurile râului Sinus Ambracius (Golful Arta) pe partea opusă de Nicopolis, construit de către Augustus pe partea nordică a strâmtorii. Pe promontoriu se afla un templu al lui Apollo Actius, extins de Augustus, care de asemenea, în memoria bătăliei, a instituit sau reînnoit jocurile cincinale numite Actia sau Ludi Actiaci. Actiaca Aera provine din timpul bătăliei de la Actium. Pe promontoriu se afla un orășel sau mai degrabă un sat, numit de asemenea Actium.

## Istorie
Actium a aparținut inițial coloniștilor din Corint, care au inițiat probabil venerarea lui Apollo Actius și jocurile Actia ; în secolul al 3-lea î.Hr. a fost ocupat de către acarnanieni, care și-au ținut sinodurile aici. Actium este cunoscut mai ales ca fiind locul victoriei decisive a lui Octavian asupra lui Marcus Antonius la 2 septembrie 31 î.Hr. Bătălia a adus sfârșitul unui șir lung de operațiuni fără succes. Bătălia finală a fost provocată de Antonius, despre care s-a spus că a fost convins de Cleopatra a VII-a, regina Egiptului, să se retragă în Egipt și să poarte lupta ca să-și acopere retragerea, dar lipsa de provizii și demoralizarea continuă a armatei sale a dus în cele din urmă la această decizie.